# سلمان رادوييف
سلمان رادوييف (ولد13 فبراير 1967بـغوديرميس - وفاة 13 فبراير2002بـسولكامسك)، قائد عسكري شيشاني شارك في حروب استقلال الشيشان عن روسيا.يعتبر واحدا من أكثر قادة المتمردين الراديكاليين شهرة في الفترة ما بين 1994 و1999. اعتقل في عام 2000، حُكم بالسجن المأبد سنة 2001 وتوفي في ظروف غامضة في سولكامسك سنة 2002.
خلال الحرب الشيشانية الأولى أصبح رادويف قائدا ميدانيا للقوات الشيشانية. وقد قاتل في معركة غروزني وجُرح في مارس 1995 أثناء محاولة القبض عليه من قبل القوات الخاصة الروسية. وفي اكتوبر 1995، أصبح واحدا من أهم القادة الميدانيين الشيشان، مما أدى اللواء 6 مقرها في منطقة غودرميسكي ذات أهمية إستراتيجية ومسؤولة عن غودرميسكي، وهي جزء من العاصمة غروزني وبلدة أرغون. في 14 ديسمبر 1995، قاد رادوييف، جنبا إلى جنب مع السلطان جيليشخانوف غارة على مدينة غوديرميس.
- في 9 يناير 1996، قاد هجوم مسلح كبير على كيزليار في داغستان حيث أخذ رجاله 2000 مدنيا على الاقل رهينة.ومقتل أكثر من سبعين شخصا وقد تصاعدت الغارة، التي جعلت من رادوييف مشهور عالميا،
- أصيب رادوييف برصاصة في الرأس وأُبلغ عن وفاته الغير صحيحة؛ وزعمت القوات الخاصة الروسية أنها «قتلته» انتقاما لهجومه على مدينة كيزليار في داغستان 1996هجوم كيزليار،
- وفي عام 1997، قام الرئيس الشيشانى المنتخب حديثا اصلان مسخادوف بتجريد رادوييف من رتبة العميد

## الاعتقال والمحاكمة
تم القبض عليه في مارس 2000 من قبل العمليات الخاصة الروسية في منزله في نوفوغروزننسكي. كان سلمان مريضا جدا وكان عليه أن يذهب للعلاج في الخارج، لذلك حلق لحيته وانتقل إلى منزل بالقرب من الحدود استعدادا للخروج. بيد أن أحد رجاله أبلغ القوات الروسية بموقعه، وتم اعتقاله دون وقوع أي حادث.
- في 25 ديسمبر 2001 حكمت عليه محكمة في داغستان بالسجن المؤبد وذلك بتهمة القيام بعملية ارهابية في مدينة كزليار عام 1996، مما ادى إلى مقتل أكثر من سبعين شخصا.

## وفاته
وفي ديسمبر 2002، توفي في مستعمرة سوان وايت سوان في سولكامسك من نزيف داخلي.قالت السلطات الروسية إنه لم يتعرض للضرب حتى الموت، وانه مات بسبب «أمراض خطيرة وممتدة». لم تعاد الجثة رادوييف لعائلته بسبب قانون روسي أدخل حديثا يمنع الإفراج عن جثث الأشخاص المدانين (أو المتهم) الإرهاب.
- والظروف المحيطة بوفاة رادوييف ليست واضحة، ووفقا لأسرته وزملائه الآخرين، فقد قُتل في السجن بعد أن رفض الحديث والادلاء باسرار مقاتلي الشيشان.

## وصلات خارجية
- ا